# ویلیام باتلر ییتس
ویلیام باتلر ییتس (۱۳ ژوئنِ ۱۸۶۵ – ۲۸ ژانویهٔ ۱۹۳۹) شاعر، نمایشنامه‌نویس و نویسنده ایرلندی و یکی از برجسته‌ترین چهره‌های ادبیات قرن بیستم بود. او نیروی محرکه احیای ادبی ایرلندی بود و همراه با لیدی گریگوری تئاتر ابی را تأسیس کرد و در سال‌های اولیه آن به عنوان رئیس آن فعالیت می‌کرد. او در سال ۱۹۲۳ جایزه نوبل ادبیات را دریافت کرد و بعداً دو دوره به عنوان سناتور ایالت آزاد ایرلند خدمت کرد.
ییتس پروتستانی با تبار انگلیسی-ایرلندی در سندی مونت ایرلند به دنیا آمد. پدرش وکالت می‌کرد و یک نقاش پرتره موفق بود. او در دوبلین و لندن تحصیل کرد و تعطیلات دوران کودکی خود را در شهرستان اسلایگو گذراند. او از دوران کودکی، زمانی که مجذوب افسانه‌های ایرلندی شد، به مطالعه شعر پرداخت. زمانی که در لندن بود به احیای ادبی ایرلند ملحق شد. شعرهای اولیه او تحت تأثیر جان کیتس، ویلیام وردزورث، ویلیام بلیک و بسیاری دیگر بود. این موضوعات در مرحله اول کار او که تقریباً از دوران دانشجویی او در مدرسه هنر متروپولیتن در دوبلین تا پایان قرن به طول انجامید، به چشم می‌خورد. اولین جلد شعر او در سال ۱۸۸۹ منتشر شد و اشعار آرام و غنایی آن نشان دهنده بدهی به ادموند اسپنسر، پرسی بیس شلی و شاعران اخوان پیش از رافائلی است.
از سال ۱۹۰۰ شعر او بیشتر فیزیکی، واقع گرایانه و سیاسی شد. او در دوران جوانی خود از باورهای متعالی دور شد، اگرچه همچنان درگیر برخی عناصر از جمله نظریه‌های چرخه ای زندگی بود. او در سال ۱۸۹۷ نمایشنامه‌نویس اصلی تئاتر ادبی ایرلند شد و در اوایل شاعران جوان‌تری مانند ازرا پاوند را تبلیغ کرد. آثار مهم او عبارتند از: سرزمین آرزوی قلب (۱۸۹۴)، کاتلین نی هولیهان (۱۹۰۲)، دیردر (۱۹۰۷)، قوهای وحشی در کول (۱۹۱۹)، برج (۱۹۲۸) و آخرین شعرها و نمایشنامه‌ها (۱۹۴۰).

## زندگی

### سال‌های اولیه
ویلیام باتلر ییتس در سندی مونت در شهرستان دوبلین، ایرلند به دنیا آمد. پدرش، جان باتلر ییتس (۱۸۳۹–۱۹۲۲)، از نوادگان جرویس ییتس، یک سرباز ویلیامیت، تاجر کتان و نقاش معروف بود که در سال ۱۷۱۲ درگذشت. بنجامین ییتس، نوه جرویس و پدربزرگ ویلیام، در سال ۱۷۷۳ با مری باتلر از یک خانواده زمین‌دار در شهرستان کیلدر ازدواج کرد. پس از ازدواج، آنها نام باتلر را حفظ کردند. مری از باتلر نیام خانواده گوران بود که از یک برادر نامشروع هشتمین ارل اورموند بود.
در زمان ازدواج، پدرش، جان، در رشته حقوق تحصیل می‌کرد، اما بعداً در مدرسه هنرهای زیبای هیترلی، در لندن، تحصیلات هنری را دنبال کرد. مادر ویلیام، سوزان مری پولکسفن، اهل اسلیگو، از یک خانواده بازرگان ثروتمند بود که صاحب یک تجارت آسیاب و کشتیرانی بود. بلافاصله پس از تولد ویلیام، خانواده به خانه پولکسفن در مرویل، اسلایگو نقل مکان کردند تا در کنار خانواده بزرگ وی بمانند، و شاعر جوان این منطقه را به عنوان خانه دوران کودکی و معنوی خود در نظر گرفت. چشم‌انداز آن، به مرور زمان، هم از نظر شخصی و هم نمادین، به «کشور دل» او تبدیل شد. موقعیت آن در کنار دریا نیز همین‌طور بود. جان ییتس اظهار داشت که «با ازدواج با پولکسفن، ما به صخره‌های دریا زبان داده‌ایم». خانواده باتلر ییتس بسیار هنرمند بودند. برادرش جک به یک نقاش مورد احترام تبدیل شد، در حالی که خواهرانش الیزابت ییتس و سوزان مری - که خانواده و دوستانش آنها را با نام‌های لولی و لیلی می‌شناسند - در جنبش هنر و صنایع دستی فعالیت کردند. پسر عموی آنها روث پولکسفن، که پس از جدایی والدینش توسط خواهران ییتس بزرگ شد، فضای داخلی اقامتگاه رسمی نخست‌وزیر استرالیا را طراحی کرد.
ییتس به عنوان یک پروتستان بزرگ شد که در آن زمان دچار بحران هویت بود. در حالی که خانواده‌اش از تغییراتی که ایرلند تجربه می‌کرد حمایت می‌کردند، احیای ملی‌گرایانه اواخر قرن نوزدهم مستقیماً میراث فرهنگی او را در معرض آسیب قرار داد و چشم‌انداز او را تا پایان عمرش آگاه کرد. در سال ۱۹۹۷، زندگی‌نامه نویس او آر.اف. فاستر مشاهده کرد که گفته ناپلئون مبنی بر اینکه برای درک یک مرد باید بدانید که در بیست سالگی او چه اتفاقی در جهان رخ می‌داد، «به وضوح در مورد ییتس صادق است.» دور شدن از اقلیت برتری پروتستان. دهه ۱۸۸۰ شاهد ظهور چارلز استوارت پارنل و جنبش حاکمیت ملی بود. دهه ۱۸۹۰ شاهد شتاب ناسیونالیسم بود، در حالی که کاتولیک‌های ایرلندی در اواخر قرن حاضر برجسته شدند. این تحولات تأثیر عمیقی بر شعر او گذاشت و کاوش‌های بعدی او دربارهٔ هویت ایرلندی تأثیر بسزایی در خلق زندگی‌نامه کشورش داشت.
در سال ۱۸۶۷، خانواده او به انگلستان نقل مکان کرد تا به پدرشان، جان، کمک کنند تا حرفه خود را به عنوان یک هنرمند پیش ببرد. در ابتدا، فرزندان ییتس در خانه آموزش می‌دیدند. مادرشان آنها را با داستان و داستان‌های عامیانه ایرلندی سرگرم می‌کرد. جان یک آموزش نامنظم در جغرافیا و شیمی ارائه کرد و ویلیام را به اکتشافات تاریخ طبیعی در حومه شهر اسلاو نزدیک کرد. در ۲۶ ژانویه ۱۸۷۷، شاعر جوان وارد مدرسه گودولفین شد، که به مدت چهار سال در آن تحصیل کرد. او خود را از نظر آکادمیک متمایز نکرد، و یک گزارش اولیه مدرسه عملکرد او را «فقط منصفانه. شاید در لاتین بهتر از هر موضوع دیگری. در املا بسیار ضعیف» توصیف می‌کند. اگرچه او با ریاضیات و زبان مشکل داشت (احتمالاً به دلیل ناشنوا بودن و نارساخوانی)،) او شیفته زیست‌شناسی و جانورشناسی بود. در سال ۱۸۷۹ خانواده به پارک بدفورد نقل مکان کردند و با اجاره نامه ای دو ساله به خیابان وودستاک ۸ رفتند. به دلایل مالی، خانواده در اواخر سال ۱۸۸۰ به دوبلین بازگشتند و ابتدا در حومه هارولدز کراس و بعد در هاوت زندگی می‌کردند. در اکتبر ۱۸۸۱، ییتس تحصیلات خود را در دبیرستان اراسموس اسمیت دوبلین از سر گرفت. استودیوی پدرش در همان نزدیکی بود و ویلیام زمان زیادی را در آنجا گذراند و در آنجا با بسیاری از هنرمندان و نویسندگان شهر آشنا شد. در این دوره او شروع به نوشتن شعر کرد و در سال ۱۸۸۵، نشریه دانشگاه دوبلین اولین اشعار ییتس و همچنین مقاله ای را با عنوان «شعر سر ساموئل فرگوسن» منتشر کرد. بین سال‌های ۱۸۸۴ و ۱۸۸۶، ویلیام در مدرسه هنر متروپولیتن - کالج ملی هنر و طراحی کنونی - در خیابان توماس تحصیل کرد. در مارس ۱۸۸۸ خانواده به خیابان بلنهیم ۳ در پارک بدفورد نقل مکان کردند و تا ۱۹۰۲ آنجا ماندند. اجاره خانه در سال ۱۸۸۸ ۵۰ پوند در سال بود.
او نوشتن اوّلین آثار خود را در هفده سالگی آغاز کرد. این‌ها شامل شعرهایی بودند که به شدت تحت تأثیر پرسی بیش شلی قرار داشتند که جادوگری را توصیف می‌کند که تاج و تختی را در آسیای مرکزی برپا کرد. از دیگر آثار این دوره می‌توان به پیش نویس نمایشنامه ای دربارهٔ یک اسقف، یک راهب و زنی که توسط شبانان محلی متهم به بت‌پرستی شده‌است، و همچنین اشعار عاشقانه و اشعار روایی شوالیه‌های آلمانی اشاره کرد. آثار اولیه هم متعارف بودند و هم به گفته منتقد چارلز جانستون، «کاملاً غیرایرلندی»، به نظر می‌رسید که از یک «تاریکی زمزمه‌آمیز وسیع رؤیاها» بیرون آمده بودند. اگرچه آثار اولیه ییتس به شدت بر روی شلی، ادموند اسپنسر، و دیکشنری و رنگ آمیزی اشعار پیش از رافائلی متمرکز بود، او به زودی به اساطیر و فولکلور ایرلندی و نوشته‌های ویلیام بلیک روی آورد. در زندگی بعدی، ییتس با توصیف بلیک به عنوان یکی از «صنعتگران بزرگ خدا که حقایق بزرگی را برای یک قبیله کوچک بیان کرد» به او ادای احترام کرد. ییتس در سال ۱۸۹۱ جان شرمن و «دویا» را منتشر کرد که یکی رمان و دیگری داستان بود. تأثیر اسکار وایلد در نظریه زیبایی‌شناسی ییتس، به‌ویژه در نمایشنامه‌های صحنه‌ای او مشهود است و مانند یک موتیف در آثار اولیه او جاری است. تئوری ماسک‌ها که توسط وایلد در جدل‌هایش به نام «زوال دروغ گفتن» ارائه شد، به وضوح در نمایشنامه «ملکه بازیکن» اثر ییتس دیده می‌شود، در حالی که شخصیت‌پردازی شهوانی‌تر سالومه، در نمایشنامه وایلد به همین نام، الگویی برای تغییراتی که ییتس در نمایشنامه‌های بعدی‌اش انجام داد، به‌ویژه در «On Baile's Strand» (۱۹۰۴)، «Deirdre» (۱۹۰۷)، و نمایشنامه رقصش «شاه برج ساعت بزرگ» (۱۹۳۴) فراهم کرد.

### شاعر جوان
خانواده او در سال ۱۸۸۷ به لندن بازگشتند. در مارس ۱۸۹۰ ییتس به گروه هرمتیک طلوع طلایی پیوست و به همراه ارنست رایس کلوپ قافیه‌ها را تأسیس کرد، گروهی از شاعران ساکن لندن که مرتباً در خیابان فلیت ملاقات می‌کردند تا اشعار خود را بخوانند. ییتس بعداً به دنبال اسطوره‌سازی این مجموعه بود و در زندگی‌نامه‌اش آن را «نسل تراژیک» نامید. اولین نسخه کامل از آثار ویلیام بلیک، در روند کشف دوباره شعر فراموش شده، «والا، یا، چهار زوآ».
ییتس مادام العمر به عرفان، معنویت گرایی، غیبت و طالع بینی علاقه داشت. او در طول زندگی خود به‌طور گسترده در مورد این موضوعات مطالعه کرد، به عضویت سازمان تحقیقات ماوراء الطبیعه «باشگاه ارواح» (در سال ۱۹۱۱) درآمد و تحت تأثیر نوشته‌های امانوئل سوئدنبورگ قرار گرفت. در اوایل سال ۱۸۹۲، او نوشت: "اگر جادو را مطالعه دائمی خود نکرده بودم، نمی‌توانستم حتی یک کلمه از کتاب بلیک خود را بنویسم، و همچنین کنتس کاتلین هرگز وجود نمی‌داشت. زندگی عرفانی مرکز همه چیز است. آنچه انجام می‌دهم و هر آنچه فکر می‌کنم و هر آنچه که می‌نویسم.» علایق عرفانی او – که همچنین با الهام از مطالعه هندوئیسم، تحت نظر موهینی چاترجی، تئوسوفیست، و غیبی – اساس شعر متأخر او را تشکیل می‌داد. برخی از منتقدان این جنبه از کار ییتس را تحقیر کردند.
اولین شعر مهم او «جزیره مجسمه‌ها» بود، اثری فانتزی که ادموند اسپنسر و شلی را مدل‌های شاعرانه‌اش قرار داد. این قطعه در مجله Dublin University Review منتشر شد. ییتس مایل بود که آن را در اولین مجموعه خود بگنجاند، اما آن را خیلی طولانی تلقی کردند و در واقع در زمان حیاتش هرگز دوباره منتشر نشد. انتشارات Quinx Books این شعر را برای اولین بار در سال ۲۰۱۴ به صورت کامل منتشر کرد. اولین انتشار انفرادی او جزوه Mosada: A Dramatic Poem (1886) بود که شامل ۱۰۰ نسخه چاپی بود که هزینه آن توسط پدرش پرداخت شده بود. پس از آن مجموعه سرگردانی اویسین و اشعار دیگر (۱۸۸۹) منتشر شد که مجموعه ای از اشعار او را تنظیم کرد که قدمت آن به اواسط دهه ۱۸۸۰ بازمی‌گردد. این شعر طولانی به قول زندگی‌نامه‌نویسش آر.اف. فاستر، حاوی «نام‌های گالیک مبهم، تکرارهای خیره‌کننده و ریتمی بی‌وقفه به‌طور ماهرانه‌ای در طول شعر در سه بخش خود تغییر می‌کرد».
«سرگردانی‌های اویسین» بر اساس اشعار چرخه فنیان اساطیر ایرلندی است و تأثیر سر ساموئل فرگوسن و شاعران پیش از رافائلی را نشان می‌دهد. سرودن این شعر دو سال طول کشید و یکی از معدود آثار این دوره بود که او در بلوغ خود آن را انکار نکرد. اویسین چیزی را معرفی می‌کند که قرار بود به یکی از مهم‌ترین موضوعات او تبدیل شود: جذابیت زندگی تفکر بر جذابیت زندگی عمل. پس از این کار، ییتس دیگر هرگز شعر بلند دیگری را امتحان نکرد. از دیگر اشعار اولیه او که تأملاتی در مضامین عشقی یا موضوعات عرفانی و باطنی است، می‌توان به اشعار (۱۸۹۵)، گل سرخ مخفی (۱۸۹۷) و باد در میان نیزارها (۱۸۹۹) اشاره کرد. جلدهای این مجموعه‌ها توسط دوست ییتس آلثا گیلس تصویرسازی شده‌است.
در طول سال ۱۸۸۵، ییتس در تشکیل حلقه هرمتیک دوبلین شرکت داشت. در آن سال لژ تئوسوفی دوبلین به همراه برهمین محینی چاترجی، که از انجمن تئوسوفی لندن برای سخنرانی به آنجا سفر کرده بود، افتتاح شد. ییتس در اولین جلسه خود در سال بعد شرکت کرد. او بعداً به شدت درگیر تئوسوفی و هرمتیک شد، به‌ویژه با رزیکلاسیسم التقاطی از گروه هرمتیک طلوع طلایی. در طول جلساتی که از سال ۱۹۱۲ برگزار شد، روحی که خود را «لئو آفریقانوس» می‌نامید ظاهراً ادعا کرد که شیطان یا ضد خود ییتس است، و الهام بخش برخی از گمانه زنی‌ها در Per Amica Silentia Lunae بود. او در مارس ۱۸۹۰ در طلوع طلایی پذیرفته شد و شعار جادویی Daemon est Deus inversus را برگزید – که به عنوان «شیطان خدای وارونه است» ترجمه شده‌است. جورج پولکسفن، مود گون و فلورانس فار. اگرچه او نسبت به مذاهب انتزاعی و جزمی که حول فرقه‌های شخصیتی بنا شده بودند بیزاری می‌کرد، اما جذب آن دسته از افرادی شد که در طلوع طلایی ملاقات کرد. او در مبارزات قدرت تشکیلات، هم با فار و هم مک‌گرگور ماترز، درگیر بود و زمانی که ماترز آلیستر کراولی را برای بازپس‌گیری لوازم طلوع طلایی در جریان «نبرد بلیت جاده» فرستاد نیز درگیر بود. پس از توقف طلوع طلایی و تقسیم شدن به شاخه‌های مختلف، ییتس تا سال ۱۹۲۱ با استلا ماتوتینا باقی ماند.

### ماد گان
در سال ۱۸۸۹، ییتس با مود گون، وارث ۲۳ ساله انگلیسی و ناسیونالیست سرسخت ایرلندی ملاقات کرد. او هجده ماه از ییتس کوچکتر بود و بعدها ادعا کرد که این شاعر را به عنوان یک «دانشجوی هنر رنگ آمیزی» ملاقات کرده‌است. گون «جزیره مجسمه‌ها» را تحسین کرد و به دنبال آشنایی با او بود. ییتس شیفتگی وسواس گونه ای را آغاز کرد و او تأثیر مهم و ماندگاری بر شعر و زندگی او پس از آن داشت. در سال‌های بعد، او اعتراف کرد: «به نظرم می‌رسد که او [گون] آن روزها را وارد زندگی من کرد - زیرا هنوز فقط چیزی را می‌دیدم که روی سطح بود - وسط رنگ، صدایی مانند گونگ برمه‌ای، غوغایی بیش از حد قدرتمند که هنوز نت‌های ثانویه دلپذیر زیادی داشت.» عشق ییتس تا حدی به دلیل بی‌میلی او برای شرکت در فعالیت‌های ملی‌گرایانه‌اش بدون توجه ماند.
در سال ۱۸۹۱ او به گون در ایرلند پیشنهاد ازدواج داد، اما رد شد. او بعداً اعتراف کرد که از آن زمان «پریشانی زندگی من آغاز شد». ییتس سه بار دیگر از گون خواستگاری کرد: در سال‌های ۱۸۹۹، ۱۹۰۰ و ۱۹۰۱. او هر پیشنهادی را رد کرد و در سال ۱۹۰۳، با سرگرد جان مک براید، ملی‌گرای ایرلندی ازدواج کرد. تنها رابطه عاشقانه دیگر او در این دوره با اولیویا شکسپیر بود که اولین بار در سال ۱۸۹۴ با او ملاقات کرد و در سال ۱۸۹۷ از او جدا شد.
ییتس مک براید را در نامه‌ها و شعرها مورد تمسخر قرار می‌داد. او از ازدواج گون و از دست دادن عشقش به مردی دیگر، وحشت زده شد. علاوه بر این، گرویدن او به مذهب کاتولیک قبل از ازدواج او را آزرده خاطر کرد. ییتس پروتستان/آگنوستیک بود. او نگران بود که عشقش تحت تأثیر روحانیان قرار گیرد و دستور آنها را انجام دهد.
ازدواج گون با مک براید یک فاجعه بود. این باعث خوشحالی ییتس شد، زیرا گون شروع به ملاقات با او در لندن کرد. پس از تولد پسرش، شان مک براید، در سال ۱۹۰۴، گون و مک براید توافق کردند که به ازدواج پایان دهند، اگرچه نتوانستند در مورد رفاه کودک به توافق برسند. علی‌رغم استفاده از واسطه‌ها، یک پرونده طلاق در پاریس در سال ۱۹۰۵ شکل گرفت. گون یک سری اتهامات علیه همسرش مطرح کرد و ییتس به عنوان پشتوانه «دوم» اصلی او بود، اگرچه او در دادگاه شرکت نکرد و به فرانسه سفر نکرد. طلاق صادر نشد، زیرا تنها اتهامی که در دادگاه مطرح شد این بود که مک براید یک بار در طول ازدواج مست بوده‌است. یک حق جدایی اعطا شد، با حضانت گون و حق ملاقات برای مک براید.
در سال ۱۸۹۵، ییتس به شماره 5 Woburn Walk نقل مکان کرد و تا سال ۱۹۱۹ در آنجا اقامت داشت.
دوستی ییتس با گون به پایان رسید و در پاریس در سال ۱۹۰۸، آنها سرانجام رابطه خود را به پایان رساندند. یکی دیگر از دوستداران او این واقعه را توصیف کرد: «سالهای طولانی وفاداری سرانجام پاداش گرفت». ییتس کمتر احساساتی بود و بعداً اظهار داشت که «تراژدی آمیزش جنسی، باکرگی همیشگی روح است.» این رابطه پس از شب مشترکشان به مرحله جدیدی تبدیل نشد و اندکی بعد گون به شاعر نوشت که نشان می‌دهد که علیرغم کمال جسمانی، آنها نتوانستند مانند گذشته ادامه دهند: "من خیلی دعا کرده‌ام که تمام آرزوهای زمینی از عشقم به تو گرفته شود و عزیزترینم، تو را مثل خودم دوست دارم، دعا کردم و هنوز هم دعا می‌کنم که میل بدنی به من ممکن است از شما نیز گرفته شود.» در ژانویه ۱۹۰۹، گون نامه‌هایی برای ییتس ارسال می‌کرد که در آن مزیتی که به هنرمندانی که از رابطه جنسی خودداری می‌کردند تمجید می‌کرد. نزدیک به بیست سال بعد، ییتس شب با گون را در شعر خود "یک مرد جوان و پیر" ثبت کرد.
در سال ۱۸۹۶، ییتس توسط دوست مشترکشان ادوارد مارتین به لیدی گرگوری معرفی شد. گرگوری ناسیونالیسم ییتس را تشویق کرد و او را متقاعد کرد که به نوشتن درام ادامه دهد. اگرچه او تحت تأثیر نمادگرایی فرانسوی قرار داشت، اما ییتس بر محتوای قابل شناسایی ایرلندی تمرکز کرد و این تمایل با مشارکت او با نسل جدیدی از نویسندگان جوان و نوظهور ایرلندی تقویت شد. ییتس همراه با لیدی گرگوری، مارتین و نویسندگان دیگر از جمله جی ام سینج، شان اوکیسی و پادریک کولوم، یکی از کسانی بود که مسئول تأسیس جنبش «احیای ادبی ایرلندی» بودند. جدای از این نویسندگان خلاق، بیشتر انگیزه برای احیا از کار مترجمان محققی ناشی شد که در کشف حماسه‌های باستانی و شعر اوسیایی و سنت ترانه‌های عامیانه اخیر در ایرلندی کمک می‌کردند. یکی از مهم‌ترین آنها داگلاس هاید، بعدها اولین رئیس‌جمهور ایرلند بود که آهنگ‌های عاشقانه‌اش از Connacht بسیار مورد تحسین قرار گرفت.

### تئاتر ابی
در سال ۱۸۹۹، ییتس، لیدی گرگوری، ادوارد مارتین و جورج مور تئاتر ادبی ایرلندی را برای ترویج نمایشنامه‌های ایرلندی تأسیس کردند. آرمان‌های ابی از تئاتر آوانگارد فرانسوی نشأت می‌گرفتند، که به دنبال بیان برتری نمایشنامه‌نویس به جای بازیگر-مدیر بود. آنها به عنوان شعار خود اعلام کردند: "امیدواریم در ایرلند مخاطبی پاک و خلاق پیدا کنیم که برای شنیدن با اشتیاقش به گفتمان و آزادی تجربه کردن که در تئاترهای انگلستان یافت نمی‌شود و بدون آن هیچ جنبش جدیدی در هنر یا ادبیات وجود ندارد، آموزش دیده‌اند. ادبیات می‌تواند موفق شود.» علاقه ییتس به آثار کلاسیک و سرپیچی او از سانسور انگلیسی نیز توسط توری در آمریکا که او بین سال‌های ۱۹۰۳ و ۱۹۰۴ انجام داد، تقویت شد. وی با توقف برای ایراد سخنرانی در دانشگاه نوتردام، تحت تأثیر تولید دانشجویی نمایشنامه ادیپ رکس قرار گرفت. این نمایشنامه در انگلستان ممنوع شد، عملی که او آن را ریاکارانه می‌دانست و به عنوان بخشی از «پوریتانیسم بریتانیایی» محکوم کرد. او این را با آزادی هنری کاتولیک که در نوتردام یافت شد، که اجازه اجرای چنین نمایشی با مضامینی مانند زنای با محارم و جنایت را داده بود، مقایسه کرد و در نهایت مایل به اجرای نمایشی از ادیپ رکس در دوبلین بود.
این گروه حدود دو سال فعال ماند اما ناموفق بود. گروه با همکاری برادران ایرلندی با تجربه تئاتر، ویلیام و فرانک فی، آنی هورنیمن، منشی بدون دستمزد اما مستقلاً ثروتمند ییتس و فلورانس فار بازیگر برجسته وست اند، انجمن تئاتر ملی ایرلند را تأسیس کردند. همراه با سینج، آنها ملکی را در دوبلین به دست آوردند و در ۲۷ دسامبر ۱۹۰۴ تئاتر ابی را افتتاح کردند. نمایشنامه ییتس کاتلین نی هولیهان و نمایشنامه انتشار اخبار لیدی گرگوری در شب افتتاحیه نمایش داده شدند. ییتس تا زمان مرگش با ابی درگیر بود، هم به عنوان عضو هیئت مدیره و هم به عنوان یک نمایشنامه نویس پرکار. در سال ۱۹۰۲، او به راه‌اندازی مطبوعات دان کمک کرد تا آثار نویسندگان مرتبط با جنبش احیا را منتشر کند. این چاپخانه در سال ۱۹۰۴ به مطبوعات کوآلا تبدیل شد و با الهام از جنبش هنر و صنایع دستی، به دنبال یافتن کار برای ایرلندی‌ها در ساخت چیزهای زیبا بود- تولید بیش از ۷۰ عنوان. ۴۸ تا از آنها کتاب‌های خود ییتس است.
ییتس در سال ۱۹۰۹ با شاعر آمریکایی ازرا پاوند ملاقات کرد. پاوند حداقل تا حدی به لندن سفر کرده بود تا با پیرمردی که او را «تنها شاعر شایسته مطالعه جدی» می‌دانست ملاقات کند. کلبه سنگی در جنگل اشدان، با پاوند که اسماً منشی ییتس بود. زمانی که پاوند برای انتشار برخی از اشعار ییتس با تغییرات غیرمجاز خود پاوند در مجله Poetry ترتیبی داد این رابطه شروع دشواری داشت. این تغییرات منعکس کننده بیزاری پاوند از عروض ویکتوریایی بود. تأثیر غیرمستقیم تر، بورس تحصیلی در نمایشنامه‌های نوه ژاپنی بود که پاوند از بیوه ارنست فنولوسا به دست آورده بود، که الگویی برای ییتس برای نمایشنامه اشرافی که او قصد نوشتن داشت ارائه کرد. اولین نمایشنامه او با الگوبرداری از نوه در چاه شاهین بود که اولین پیش نویس آن را در ژانویه ۱۹۱۶ به پاوند دیکته کرد.
ظهور یک جنبش انقلابی ملی گرایانه از صفوف طبقه متوسط روم و طبقه کارگر عمدتاً کاتولیک رومی باعث شد تا ییتس برخی از نگرش‌های خود را مورد ارزیابی مجدد قرار دهد. ییتز در ترفند "عید پاک، ۱۹۱۶" ("همه تغییر کردند، کاملاً تغییر کردند / زیبایی وحشتناکی متولد شد")، ییتس با ناکامی خود در تشخیص شایستگی رهبران خیزش عید پاک، به دلیل نگرشش نسبت به پیشینه‌های معمولی آنها روبرو می‌شود. و زندگی می‌کند. ییتس به لیدی گرگوری و محل سکونتش کول پارک، شهرستان گالوی نزدیک بود. او اغلب از آنجا بازدید می‌کرد و در آنجا سکونت داشت، زیرا آنجا محل ملاقات مرکزی برای افرادی بود که از احیای ادبیات و سنت‌های فرهنگی ایرلندی حمایت می‌کردند. شعر او، "قوهای وحشی در کول" بین سالهای ۱۹۱۶ و ۱۹۱۷ در آنجا سروده شد.
او برای دو کتاب از داستان‌های اساطیری ایرلندی که توسط لیدی گرگوری گردآوری شده بود، مقدمه نوشت: کوچولاین از مویرتمن (۱۹۰۲) و خدایان و مردان مبارز (۱۹۰۴). او در مقدمه دومی نوشت: «در این داستان‌ها نباید انتظار داشت که خطوط حماسی، حوادث متعدد، در یک رویداد بزرگ، مثلاً نبرد برای گاو قهوه‌ای کوایلنی، یا آخرین گردهمایی بافته شده باشد.

### زندگی سیاسی
ییتس یک ناسیونالیست ایرلندی بود که به دنبال نوعی سبک زندگی سنتی بود که از طریق شعرهایی مانند «ماهیگیر» بیان شود. اما با پیشرفت زندگی‌اش، بیشتر روحیه انقلابی‌اش را حفظ کرد و تا سال ۱۹۲۲، زمانی که سناتور ایالت آزاد ایرلند منصوب شد، از چشم‌انداز شدید سیاسی فاصله گرفت.
ییتس در اوایل زندگی خود یکی از اعضای اخوان جمهوریخواه ایرلند بود. در دهه ۱۹۳۰، ییتس مجذوب جنبش‌های اقتدارگرا، ضد دموکراتیک و ناسیونالیستی اروپا بود و چندین آهنگ راهپیمایی برای پیراهن آبی‌ها ساخت، اگرچه هرگز استفاده نشد. او از مخالفان سرسخت فردگرایی و لیبرالیسم سیاسی بود و جنبش‌های فاشیستی را پیروزی نظم عمومی و نیازهای جمع ملی بر فردگرایی خرد می‌دانست. او یک نخبه گرا بود که از ایده حکومت اوباش متنفر بود و دموکراسی را تهدیدی برای حکومت داری خوب و نظم عمومی می‌دانست. پس از اینکه جنبش آبی‌پوش در ایرلند شروع به تزلزل کرد، او تا حدودی از دیدگاه‌های قبلی خود فاصله گرفت، اما ترجیح خود را برای رهبری اقتدارگرا و ملی‌گرا حفظ کرد.

### ازدواج با جورجی هاید لیس
در سال ۱۹۱۶، ییتس ۵۱ ساله بود و مصمم بود ازدواج کند و یک وارث به دنیا آورد. رقیب او، جان مک براید، به دلیل نقشش در خیزش عید پاک در سال ۱۹۱۶ اعدام شده بود، بنابراین ییتس امیدوار بود که بیوه او، مود گون، ممکن است دوباره ازدواج کند. پیشنهاد نهایی او به گون در اواسط سال ۱۹۱۶ انجام شد. سابقه فعالیت‌های سیاسی انقلابی گون، و همچنین مجموعه‌ای از فجایع شخصی در چند سال قبل از زندگی‌اش - از جمله اعتیاد به کلروفرم و ازدواج پر دردسر او با مک براید - او را به همسری نامناسب تبدیل کرد.
آخرین پیشنهاد ییتس بیشتر به دلیل احساس وظیفه بود تا تمایل واقعی برای ازدواج با او. ییتس به شیوه ای بی‌تفاوت و با شرایطی که در آن وجود داشت خواستگاری کرد و هم انتظار داشت و هم امیدوار بود که او را رد کند.
در سپتامبر همان سال، ییتس از جورجی هاید لیز ۲۵ ساله (۱۸۹۲–۱۹۶۸)، معروف به جورج، که از طریق اولیویا شکسپیر با او آشنا شده بود، خواستگاری کرد. هاید لیز علیرغم هشدارهای دوستانش-"جورج… تو نمی‌توانی. او از درون مرده‌است" پذیرفت و آن دو در ۲۰ اکتبر ۱۹۱۷ ازدواج کردند. ازدواج آنها با وجود اختلاف سنی و با وجود احساس پشیمانی ییتس در ماه عسل موفقیت‌آمیز بود. این زوج صاحب دو فرزند به نام‌های آن و مایکل شدند. گرچه در سال‌های بعد روابط عاشقانه‌ای با زنان دیگر داشت، اما خود جورجی به شوهرش نوشت: «وقتی بمیری، مردم در مورد روابط عاشقانه‌ات صحبت خواهند کرد، اما من چیزی نخواهم گفت، زیرا به یاد خواهم آورد که چقدر مغرور بودی».
در سالهای اول ازدواج، آنها نوشتن خودکار را آزمایش کردند. او در حالی که در حالت خلسه بود با ارواح و راهنماهای مختلفی که آنها را «معلمان» می‌نامیدند تماس گرفت. ارواح با یک سیستم پیچیده و باطنی از فلسفه و تاریخ ارتباط برقرار کردند، که این زوج با استفاده از اشکال هندسی آنها را به نمایش درآوردند: فازها، مخروط‌ها و چرخش‌ها. ییتس زمان زیادی را به آماده‌سازی این مطالب برای انتشار به عنوان چشم‌انداز (۱۹۲۵) اختصاص داد. در سال ۱۹۲۴، او به ناشر خود تی. ورنر لوری گفت: می‌توانم به جرعت بگویم این کتاب شاهکار من است.

### جایزه نوبل
در دسامبر ۱۹۲۳، ییتس جایزه نوبل ادبیات را «به خاطر شعر همیشه الهام‌بخشش که در قالبی بسیار هنری روح یک ملت را بیان می‌کند» دریافت کرد. از لحاظ سیاسی آگاه بود، او ارزش نمادین یک برنده ایرلندی را خیلی زود پس از استقلال ایرلند می‌دانست و در هر فرصتی که در دسترس بود این واقعیت را برجسته می‌کرد. پاسخ او به بسیاری از نامه‌های تبریک ارسالی به او حاوی این جمله بود: «من فکر می‌کنم که این افتخار کمتر به عنوان یک فرد به من رسیده‌است تا نماینده ادبیات ایرلند، این بخشی از استقبال اروپا از دولت آزاد است.»
ییتس از فرصت سخنرانی خود در آکادمی سلطنتی سوئد استفاده کرد تا خود را پرچمدار ناسیونالیسم ایرلندی و استقلال فرهنگی ایرلندی معرفی کند. همان‌طور که او خاطرنشان کرد: "تئاترهای دوبلین ساختمان‌های خالی بود که توسط شرکت‌های مسافرتی انگلیسی استخدام شده بود و ما نمایش‌های ایرلندی و بازیکنان ایرلندی می‌خواستیم. وقتی به این نمایش‌ها فکر می‌کردیم به هر چیزی که عاشقانه و شاعرانه بود فکر می‌کردیم زیرا ناسیونالیسمی که فرا خوانده بودیم. - ناسیونالیسمی که هر نسل در لحظات دلسردی فراخوانده بود - رمانتیک و شاعرانه بود.» این جایزه منجر به افزایش قابل توجهی در فروش کتاب‌های او شد، زیرا ناشرانش در مک میلان به دنبال سرمایه‌گذاری بر تبلیغات بودند. برای اولین بار او پول داشت و توانست نه تنها بدهی‌های خود، بلکه بدهی‌های پدرش را نیز بپردازد.

### پیری و مرگ
در اوایل سال ۱۹۲۵، سلامتی ییتس تثبیت شد و او بیشتر نوشته‌های A Vision را به پایان رسانده بود (تاریخ ۱۹۲۵، در واقع در ژانویه ۱۹۲۶ ظاهر شد، زمانی که تقریباً بلافاصله شروع به بازنویسی آن برای نسخه دوم کرد). او در سال ۱۹۲۲ به عضویت اولین مجلس سنای ایرلند منصوب شد و در سال ۱۹۲۵ برای دومین دوره مجدداً منصوب شد. در اوایل دوران تصدی او، بحثی در مورد طلاق مطرح شد و ییتس این موضوع را عمدتاً تقابلی بین اخلاق نوظهور کاتولیک رومی و اقلیت پروتستان می‌دانست. هنگامی که کلیسای کاتولیک روم با مخالفت آشکار از در نظر گرفتن موضع ضد خود، مخالفت کرد، روزنامه تایمز ایرلند پاسخ داد که اقدامی برای غیرقانونی کردن طلاق، پروتستان‌ها را از خود دور می‌کند و تقسیم ایرلند را «متبلور» می‌کند. در پاسخ، ییتس مجموعه‌ای از سخنرانی‌ها را ایراد کرد که به جاه‌طلبی‌های دولت و روحانیون «به‌طور چشمگیر» حمله کرد و تاکتیک‌های مبارزاتی آن‌ها را به تاکتیک‌های «اسپانیا قرون وسطی (اشاره به دوران تفتیش دینی در اسپانیا در قرونوسطی)» تشبیه کرد. از سوی دیگر، عشق زن و مرد و میل جسمانی جدایی ناپذیر مقدس است، این اعتقاد از طریق فلسفه کهن و ادبیات مدرن به ما رسیده‌است و به نظر ما هذیان آمیزترین کار است که دو نفر را متقاعد کنیم که از هر یک متنفرند. و اگر هیچ‌کدام نمی‌توانند دوباره ازدواج کنند، هیچ راه حلی برای ما نیست که به آنها اجازه جدایی بدهیم." او دور شدن ایدئولوژیک از کثرت گرایی را شروع کرد به سمت تقابل مذهبی حرکت کرد.
ادبیاتی که در این راه بکار می‌برد قوی تر شد. پدر یسوعی پیتر فینلی توسط ییتس به عنوان مردی با "بی ادبی هیولایی" توصیف شد و او ابراز تاسف کرد. "این یکی از افتخارات کلیسایی است که من در آن به دنیا آمدم که ما اسقف‌های خود را در بحث‌هایی که نیاز به قانون دارند در جای خود نشانده‌ایم. در دوران حضورش در سنا، ییتس به همکاران خود هشدار داد: «اگر نشان دهید که این کشور، ایرلند جنوبی، قرار است با ایده‌های کاتولیک رومی و تنها با ایده‌های کاتولیک اداره شود، هرگز شمال را نخواهید گرفت. در میان این ملت اختلاف می‌اندازید». او به طور به یاد ماندنی در مورد دیگر پروتستان‌های ایرلندی گفت: «ما آدم‌های کوچکی نیستیم».
در سال ۱۹۲۴ او ریاست یک کمیته ضرب سکه را بر عهده داشت که مسئولیت انتخاب مجموعه ای از طرح‌ها برای اولین واحد پول ایالت آزاد ایرلند را بر عهده داشت. او با آگاهی از قدرت نمادین نهفته در تصویرسازی پول یک دولت جوان، به دنبال شکلی بود که «ظریف، رنگارنگ و کاملاً غیرسیاسی» باشد. هنگامی که مجلس در نهایت در مورد اثر هنری پرسی متکالف تصمیم گرفت، ییتس خوشحال شد، اگرچه او متأسف بود که سازش منجر به «از دست دادن تنش عضلانی» در تصاویر نهایی شده‌است. او در سال ۱۹۲۸ به دلیل بیماری از سنا بازنشسته شد.
در اواخر عمرش - و به ویژه پس از سقوط وال استریت در سال ۱۹۲۹ و رکود بزرگ، که برخی را به این سؤال واداشت که آیا دموکراسی می‌تواند با مشکلات عمیق اقتصادی کنار بیاید یا خیر - به نظر می‌رسد ییتس به همدردی‌های اشرافی خود بازگشت. در طول جنگ جهانی اول، او در مورد کارآمدی حکومت دموکراتیک بدبین شد و بازسازی سیاسی در اروپا از طریق حکومت توتالیتر را پیش‌بینی کرد. ارتباط بعدی او با پاوند او را به سمت بنیتو موسولینی کشاند، که او در موارد متعددی از او تحسین کرد. او سه «آهنگ راهپیمایی» – که هرگز استفاده نشد – برای پیرهن آبی‌های ژنرال ایرلندی ائوین اودوفی نوشت.
او در سن ۶۹ سالگی توسط عمل استیناخ که در ۶ آوریل ۱۹۳۴ توسط نورمن هیر انجام شد، جوان شد. ییتس در پنج سال آخر زندگی‌اش نیروی تازه‌ای پیدا کرد که هم از شعر و هم از روابط صمیمی‌اش با زنان جوان‌تر مشهود بود. در طول این مدت، ییتس در تعدادی از روابط عاشقانه با شاعر و بازیگر مارگو رادوک و رمان‌نویس، روزنامه‌نگار و رادیکال جنسی اتل مانین درگیر شد. ییتس مانند زندگی قبلی خود، ماجراجویی‌های وابسته به عشق شهوانی را برای انرژی خلاق خود مفید یافت، و علیرغم سن و سال و بیماری، نویسنده ای پرکار باقی ماند. در نامه ای در سال ۱۹۳۵، ییتس خاطرنشان کرد: «من متوجه می‌شوم که ضعف فعلی من به دلیل بلوغ دوم عجیب و غریبی که عمل جراحی به من داده‌است، بدتر شده‌است. اگر من شعر بنویسم با هر کاری که انجام داده‌ام متفاوت خواهد بود.» در سال ۱۹۳۶، او سردبیری کتاب اشعار مدرن آکسفورد، ۱۸۹۲–۱۹۳۵ را بر عهده گرفت. از سال ۱۹۳۵ تا ۱۹۳۶ او به همراه شری پوروهیت سوامی هندی الاصل به جزیره مدیترانه غربی مایورکا سفر کرد و از آنجا هر دوی آنها اکثر کارها را در زمینه ترجمه اوپانیشادهای اصلی از سانسکریت به انگلیسی رایج انجام دادند. اثر حاصل، ده اوپانیشاد اصلی، در سال ۱۹۳۸ منتشر شد.
او در هتل Idéal Beauséjour در Roquebrune-Cap-Martin، در نزدیکی شهر منتون، فرانسه، در ۲۸ ژانویه ۱۹۳۹ در سن ۷۳ سالگی درگذشت. او پس از تشییع جنازه محتاطانه و خصوصی در روکبرون به خاک سپرده شد. تلاش‌هایی در روکبرون انجام شده بود تا خانواده او را از انتقال اجساد به ایرلند به دلیل نامشخص بودن هویتشان منصرف کنند. جسد او قبلاً نبش قبر شده بود و به بث منتقل شده بود. ییتس و جورج اغلب دربارهٔ مرگ او صحبت کرده بودند و آرزوی صریح او این بود که او را به سرعت در فرانسه با حداقل سر و صدا دفن کنند. به گفته جورج، "کلمات واقعی او این بود: "اگر من بمیرم، مرا در آنجا [در روکبرون] دفن کنید و بعد از یک سال که روزنامه‌ها مرا فراموش کردند، مرا در بیاورید و در اسلایگو به خاک بسپارید. سپتامبر ۱۹۴۸، جسد ییتس به حیاط کلیسای سنت کلمبا، درامکلیف، شهرستان اسلایگو، با ناوگان نیروی دریایی ایرلند LÉ Macha منتقل شد. مسئول این عملیات برای دولت ایرلند، شان مک براید، پسر مود گون مک براید، و سپس وزیر امور خارجه بود.
سنگ نوشته او برگرفته از آخرین سطرهای «زیر بن بلبن» یکی از آخرین شعرهای اوست.
استانیسلاس اوسترروگ، سفیر فرانسه در بازگرداندن جسد ییتس به ایرلند در سال ۱۹۴۸ مشارکت داشت. در نامه ای به مدیر اروپایی وزارت امور خارجه در پاریس، "استروگ می‌گوید که چگونه پسر ییتس، مایکل، برای یافتن بقایای جسد شاعر درخواست کمک رسمی کرد. نه مایکل ییتس و نه شان مک براید، وزیر امور خارجه ایرلند که این مراسم را سازماندهی کرد، نمی‌خواستند از این موضوع مطلع شوند. اوستروگ خاطرنشان می‌کند که جزئیات نحوه جمع‌آوری بقایای اجساد را مکرراً با احتیاط می‌گوید و می‌گوید که سفیر ایرلند در پاریس نباید مطلع شود. جسد ییتس در سال ۱۹۴۶ نبش قبر شد و بقایای آن به بث منتقل شد و با بقایای دیگر مخلوط شد. وزارت خارجه فرانسه به اوستروگ اجازه داد تا مخفیانه هزینه‌های بازگشت به کشور را از صندوق خود تامین کند. مقامات نگران این واقعیت بودند که بقایای شاعر محبوب در یک قبر عمومی انداخته شد و باعث شرمساری ایرلند و فرانسه شد. طبق نامه ای از اوستروگ به مافوق خود، "آقای Rebouillat، (یک) پزشک قانونی در Roquebrune می‌تواند اسکلتی را بازسازی کند که تمام ویژگی‌های متوفی را ارائه می‌دهد.

## سبک
ییتس یکی از کلیدی‌ترین شاعران انگلیسی زبان قرن بیستم است. او شاعری نمادگرا بود که در طول زندگی حرفه‌ای خود از تصاویر کنایه‌ای و ساختارهای نمادین استفاده می‌کرد. او کلماتی را انتخاب کرد و آنها را جمع کرد تا علاوه بر معنای خاص، افکار انتزاعی را پیشنهاد کنند که ممکن است مهم‌تر و پرطنین تر به نظر برسند. استفاده او از نمادها معمولاً چیزی فیزیکی است که همزمان اشاره به چیزهای دیگری می‌تواند داشته باشد.
بر خلاف نوگرایان که با شعر آزاد آزمایش کردند، ییتس در قالب‌های سنتی استاد بود. تأثیر مدرنیسم بر آثار او را می‌توان در کنار گذاشتن روزافزون شعر مرسوم‌تر آثار اولیه‌اش به نفع زبانی سخت‌گیرانه‌تر و رویکرد مستقیم‌تر به مضامین‌اش که به‌طور فزاینده‌ای ویژگی شعر و نمایشنامه‌های دورهٔ میانی او را مشخص می‌کند، مشاهده کرد. شامل آثاری از جمله در هفت جنگل، مسئولیت‌ها و کلاه سبز است. شعرها و نمایشنامه‌های بعدی او به شکل شخصی‌تر سروده شده‌اند و آثاری که در بیست سال آخر زندگی او نوشته شده‌است، شامل اشاراتی به پسر و دخترش، و نیز تأملات در تجربه پیر شدن است. او در شعر خود «فرار حیوانات سیرک» عناصر الهام بخش این آثار متاخر را شرح می‌دهد.
در طول سال ۱۹۲۹، او برای آخرین بار در تور بیلی در نزدیکی گورت در شهرستان گالوی (جایی که ییتس خانه تابستانی خود را از سال ۱۹۱۹ داشت) اقامت کرد. بخش اعظم باقیمانده زندگی او در خارج از ایرلند سپری شد، اگرچه در سال ۱۹۳۲ خانه ریوردیل را در حومه دوبلین را اجاره کرد. در سال ۱۹۳۸ برای آخرین بار در ابی حضور یافت تا اولین نمایشنامه خود برزخ را ببیند. زندگینامه او در همان سال منتشر شد. پیشگفتار ترجمه انگلیسی گیتانجالی (پیشنهاد آهنگ) اثر رابیندرانات تاگور (که تاگور برای آن جایزه نوبل ادبیات را دریافت کرد) توسط ییتس در سال ۱۹۱۳ نوشته شد.
در حالی که شعرهای اولیه ییتس به شدت بر اسطوره و فولکلور ایرلندی تکیه داشت، آثار بعدی او با مسائل معاصر بیشتری درگیر شد و سبک او دستخوش دگرگونی چشمگیری شد. آثار او را می‌توان به سه دوره کلی تقسیم کرد. اشعار اولیه لحن بسیار ماقبل رافائلی، خودآگاهانه آراسته، و گاه به گفته منتقدان بی‌همدل، داشتند. ییتس نوشتن اشعار حماسی مانند جزیره مجسمه‌ها و سرگردانی‌های اویسین را شروع کرد. دیگر اشعار اولیه او غزلیاتی با مضامین عاشقانه یا موضوعات عرفانی و باطنی است. دوره میانی ییتس شاهد بود که او شخصیت پیش از رافائلی را در آثار اولیه‌اش رها کرد و تلاش کرد تا خود را به یک کنایه‌پرداز اجتماعی به سبک لندور تبدیل کند.
منتقدان کار میانی او را در ریتم‌هایش انعطاف‌پذیر و عضلانی و گاه به شدت مدرنیستی توصیف می‌کنند، در حالی که دیگران شعرها را عقیم و از نظر قدرت تخیل ضعیف می‌دانند. کارهای بعدی ییتس الهامات تخیلی جدیدی در سیستم عرفانی یافت که او تحت تأثیر معنویت گرایی شروع به کار برای خود کرده بود. از بسیاری جهات، این شعر بازگشتی است به بینش آثار قبلی او. تقابل بین مرد شمشیر دنیادار و انسان با اندیشه معنوی خدا، موضوع سرگردانی اویسین، در گفتگوی بین خود و روح بازتولید شده‌است.
برخی از منتقدان معتقدند که ییتس همان کاری را در انتقال از شعر قرن نوزده به مدرنیسم قرن بیست انجام داد که پابلو پیکاسو در زمینه نقاشی انجام داده‌است. دیگران این سؤال را مطرح می‌کنند که آیا ییتس متأخر با مدرنیسم ازرا پاوند و تی اس الیوت اشتراکات زیادی دارد یا خیر.
مدرنیست‌ها شعر معروف «آمدن ثانویه» را به عنوان سرودی برای افول تمدن اروپایی می‌خوانند، اما این شعر همچنین بیانگر نظریه‌های عرفانی آخرالزمانی ییتس است و در دهه ۱۸۹۰ شکل گرفته‌است. مهم‌ترین مجموعه شعر او با کلاه سبز (۱۹۱۰) و مسئولیت‌ها (۱۹۱۴) آغاز شد. در تصویرسازی، شعر ییتس با افزایش سن، قدرتمندتر شد. برج (۱۹۲۸)، پلکان پیچ در پیچ (۱۹۳۳)، و شعرهای جدید (۱۹۳۸) حاوی برخی از قوی‌ترین تصاویر در شعر قرن بیستم بودند.
تمایلات عرفانی ییتس، که از هندوئیسم، اعتقادات تئوسوفی و غیبت آگاه بود، بسیاری از پایه‌های شعر متأخر او را فراهم کرد، که برخی از منتقدان آن را فاقد اعتبار فکری دانسته‌اند. متافیزیک آثار متاخر ییتس را باید در ارتباط با سیستم مبانی باطنی او در چشم‌انداز (۱۹۲۵) خواند.

## میراث
ییتس در شهر اسلایگو توسط مجسمه ای که در سال ۱۹۸۹ توسط روآن گیلسپی مجسمه‌سازی شد، گرامی داشته می‌شود. در پنجاهمین سالگرد مرگ شاعر، این مجسمه در خارج از بانک اولستر برپا شد. ییتس هنگام دریافت جایزه نوبل خود در استکهلم به شباهت‌های کاخ سلطنتی آن شهر و بانک اولستر اشاره کرده بود. در آن سوی رودخانه ساختمان یادبود ییتس قرار دارد که انجمن اسلایگو را در خود جای داده‌است. شکل ایستاده: لبه چاقو اثر هنری مور در باغ یادبود W. B. Yeats در سنت استفان گرین در دوبلین نمایش داده شده‌است.
اثر کرال مارکوس پاوس آهنگساز، کودک دزدیده شده (۲۰۰۹) بر اساس شعر ییتس ساخته شده‌است. استفان ادینز منتقد، آن را به عنوان "غنایی و جادویی وحشی، و به زیبایی [به تصویر کشیدن] رمز و راز جذاب، خطر و مالیخولیاً ییتس توصیف کرد. جولیا استیلمن-لاسانسکی آهنگساز آرژانتینی کانتاتا شماره ۴ خود را بر اساس متنی از ییتس ساخته‌است.
یک پلاک آبی متعلق به ییتس در خانه بالسکادن در جاده بالسکادن در هاوت وجود دارد، خانه ویلایی او از ۱۸۸۰–۱۸۸۳. در سال ۱۹۵۷ شورای شهرستان لندن پلاکی را در محل اقامت سابق وی در خیابان فیتزروی ۲۳، پریمروز هیل، لندن برپا کرد.